# Entoloma nitens
Entoloma nitens är en svampart som först beskrevs av Josef Velenovský, och fick sitt nu gällande namn av Machiel Evert ("Chiel") Noordeloos 1979. Entoloma nitens ingår i släktet Entoloma och familjen Entolomataceae.  Arten är reproducerande i Sverige. Inga underarter finns listade i Catalogue of Life.

## Källor

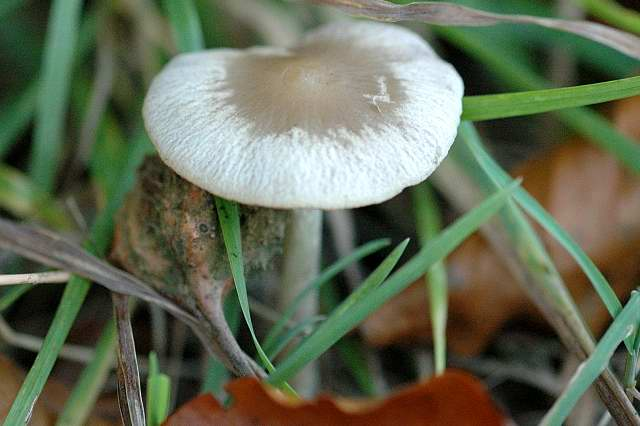
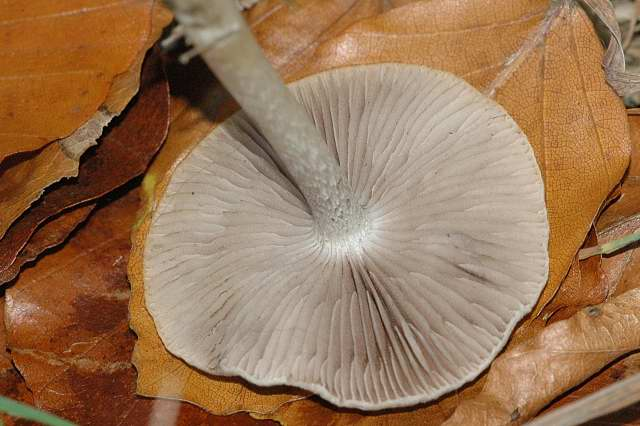
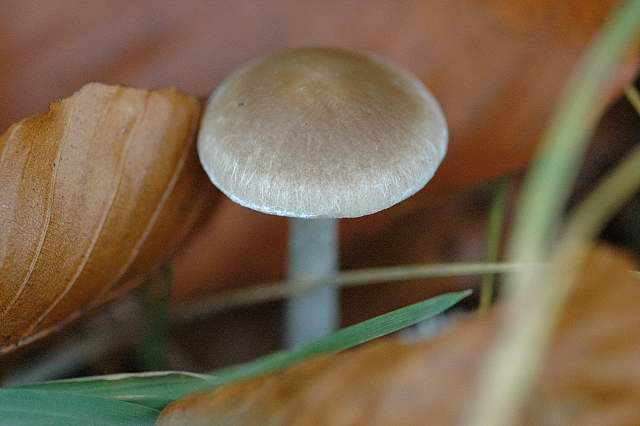